# Greve in Chianti
Greve in Chianti (antigament Greve i des de l'any 1972 Greve in Chianti, després de la inclusió del municipi a la zona vinícola de Chianti) és una ciutat i comune (municipi) de la ciutat metropolitana de Florència, a la regió italiana de la Toscana. Està uns 31 km al sud de Florència i uns 42 km al nord de Siena.
L'1 de gener de 2018 tenia 13.814 habitants.

## Història
Greve i els seu entorn ha estat poblat des de fa molt temps, probablement molt abans que els etruscs i més tard els romans dominessin la zona. Els documents històrics del segle xi es refereixen a un antic assentament monàstic en un turó proper, que ara es coneix com el turó de San Francesco. Abans que els franciscans establissin el seu monestir al segle xv, ja s'havia construït un monestir anterior dedicat a Santo Savi, i també un petit hospital. L'assentament més important es va produir en els segles xiii i xiv.
Encara que va ser una ciutat independent durant la major part de la seva història, Greve va quedar sota control del Ducat de Toscana i va romandre així fins que el 1861 va ser absorbit per la unificació italiana.

## Llocs d'interès
- Plaça principal, de forma triangular, on un mercat ha estat funcionant més o menys contínuament durant segles servint les comunitats i els llogarets propers. La plaça està plena de nombrosos edificis medievals, entre d'altres:
  - Monestir franciscà.
  - Església Santa Croce, del segle xi, que va ser reconstruïda el 1325 després de ser cremada, juntament amb la resta del poble, pel duc de Lucca, Castruccio Castracani. Després d'una nova renovació, l'església, que acull pintures de l'escola de Fra Angelico, presenta una façana neoclàssica. A la plaça hi ha també un monument al navegant Giovanni da Verrazzano, que sembla que havia nascut a prop, tot i que el treball acadèmic més recent col·loca el seu naixement a França.
- Església de Santo Stefano, a la frazione de Montefioralle. Conté una "Verge amb nen" de finals del segle xiii i una "Trinitat amb sants" del segle xv. També al llogaret hi ha una casa que, segons la tradició, pertanyia a l'explorador Amerigo Vespucci. En els voltants es troba una pieve romànica amb façana amb nàrtex i dues finestres coronelles.
- Castell de Verrazzano, a 2 km del centre de Greve, sobre un turó de 348 metres. Construït probablement pels llombards, era una possessió de la família de l'explorador, i en el segle xvii es va convertir en una vila. De la casa pairal del segle xiii roman una torre.
- Pieve de San Leonino, a la "frazione" de Panzano, coneguda des del segle x. L'interior alberga un panell del segle xiii de Meliore di Jacopo, un políptic del segle xv per l'anomenat Mestre de Panzano, així com obres de Raffaellino del Garbo i Giovanni della Robbia.

## Ciutats agermanades
Greve in Chianti està agermanat amb:
- Greve, Dinamarca, des de 1966
- Sonoma, Estats Units, des de 1983
- Veitshöchheim, Alemanya, des de 1994
- Farsia, República Àrab Sahrauí Democràtica
- Auxerre, França, des de 1988
- Brtonigla, Croàcia, des de 1999
- Jasenice, Croàcia
- Haapsalu, Estònia, des de 2004